# Euamoebida
Az Euamoebida a Tubulinea Elardia ribocsoportjának kládja az Amoebozoa csoportban.

## Történet
Lepși 1960-ban írta le a csoportot. Később több meghatározása is megjelent, legutóbb 2011-ben.
Sawyer és Griffin 1975-ben hozták létre az Acanthamoebidae csoportot, melyet Page Acanthopodina néven az Amoebida alrendjeként sorolt be, de a Hartmannella nemzetséget a Hartmannellidae csoportba helyezte az Euamoebidán belül, elkülönítve az Acanthopodidától, melynek az Acanthamoebidae része volt.
Thomas Cavalier-Smith 1993-as rendszertanában a Dictyozoa alország Neozoa alországága Neosarcodina részalországa Rhizopoda törzse Lobosea osztálya Gymnamoebia alosztályába sorolta rendként.:970 2003-ban parafiletikus csoportként írta le, mely közös kládon van a Dictyostelia csoporttal, mely nem tartozik oda. Smirnov et al. 2011-ben a Lobosa altörzs Tubulinea osztályába sorolták az 5 rend egyikeként, és meghatározását kiegészítették.
2019-ben Adl et al. 15 nemzetséget soroltak ide, 2022-ben Tekle et al. pedig kimutatták, hogy a Nolandella bazálisabb az Amoeba proteus és a Copromyxa protea fajoknál, önálló ágat alkotva.

## Morfológia
Fajai héj nélküli amőbák, melyek állábai vagy – monopodiális sejtek esetén – teljes sejtteste csőszerű és hengerszerű. Rögzítő farokszerű szerkezete nincs.

## Élőhely
Világszerte előfordulnak fajai. Az Euamoebida gyakoribb oxigéntartalmú, mint oxigénmentes környezetekben, és gyakori többek közt gyepek és erdők talajképző rétegében.
Egyes fajai termofilek.

## Életmód
Az Amoeba, a Cashia, a Chaos, a Polychaos, a Trichamoeba és a Deutermoeba eukariótákat esznek, közülük a Polychaos például kovamoszatokat eszik. Legtöbb faja azonban baktériumokat eszik.

## Életciklus
Mozgó állapota nem váltakozik, egyes fajai szorokarpikusan fejlődnek, és vannak a Protostelialeshez hasonló termőtestei. Egyes fajai – például a Sappinia nemzetségben – kétmagvúak, vagy rendelkeznek álló állapottal.
Haplodiploid életciklusában gyakori az aneuploiditás, például az Amoeba proteus és az Amoeba borokensis mitózisa profázisában is előfordul, és az ivarosság alternatívája lehet a genetikai rekombinációhoz az ivartalan egysejtűekben. Ivaros szaporodása nem ismert. Megtalálható külön trofozoita- és cisztaállapot, ez Viszveszvara és Balamuth 1975-ös tanulmánya alapján jelentősen különbözik.

## Ökológia
Életciklusa során számos vírus és endoszimbionta baktérium található benne, a Sappinia nemzetség endoszimbionta gombákkal is rendelkezik. Csak 2008-ban kezdődött a velük való kapcsolatok és lehetséges genetikai rekombináció tanulmányozása például két amőbafertőző óriásvírus (a mimivírus és marseillevírus) esetén.
A Rozellomycota és Zoopagomycota egyes endoparazita gombáira érzékenyek fajai.

## Genetika
Az Amoeba nemzetség egyes fajait a legnagyobb genomokkal rendelkezőknek tekintették – például Friz 1968-ban az Amoeba dubia genomját mintegy 600 Gbp hosszúnak becsülte; de ennek helyessége vitatott, mert a becslés a fejlett genomika kialakulása előtt történt, így kizárólag kvalitatív adatokon alapul, és nem megerősített, például mert számos Amoebozoa-faj életciklusa poliploid állapottal rendelkezik.
Bár nem igazolták ivaros szaporodását, az Euamoebida több fajánál megfigyeltek meiózist, genomduplikációt és a rekombinációt lehetővé tehető aneuploiditást és poliploiditást, továbbá genomjában jelen vannak meiózisra utaló gének is.

## Jelentőség
A Sappinia pedata humán opportunista patogén lehet, mely vízben, marha-, vapiti- vagy bölényürülékkel szennyezett talajban és levegőben él, és granulómamentes amőbás encephalitist okozhat. 2024-ig egyetlen Sappinia okozta humán encephalitises esetet írtak le. Ez még 2001-ben történt egy 38 éves immunhiánymentes betegben, aki neurológiai következmények nélkül gyógyult Balamuthia elleni antimikrobiális gyógyszerek hatására, és eredetileg Sappinia diploideaként írták le morfológiai elemzés alapján, de molekuláris elemzések igazolták, hogy a S. pedatához tartozik.